# Saint-Jean-de-Vaulx
Saint-Jean-de-Vaulx este o comună în departamentul Isère din sud-estul Franței. În 2009 avea o populație de 554 de locuitori.

## Evoluția populației
| An        | 1975 | 1982 | 1990 | 1999 | 2006 | 2009 |
| --------- | ---- | ---- | ---- | ---- | ---- | ---- |
| Populație | 131  | 226  | 331  | 451  | 486  | 554  |